# SN 2000cx
SN 2000cx – supernowa typu Ia-pec odkryta 27 lipca 2000 roku w galaktyce NGC 524. Jej maksymalna jasność wynosiła 13,30m.